# Boscs de Baikiaea del Zambezi
Els boscos de Baikiaea del Zambezi són una ecoregió de l'ecozona afrotròpica, definida pel WWF (clau d'ecoregió: AT0724), situada en l'Àfrica austral, d'Angola i Namibia, a través de Botswana i Zàmbia, al Zimbàbue. Forma part de la regió anomenada estepa arbrada del miombo central i oriental.

## Territori
És una ecoregió de sabana amb una superfície de 264.400 km²; ocupa el sud-est d'Angola, el nord-est de Namíbia, algunes zones del nord del Botswana, el sud-oest del Zàmbia i l'oest del Zimbàbue. Fita al nord amb els boscos de miombo angolesos, a l'est amb la prada del Zambezi occidental, les prades inundades del Zambezi, els boscos de miombo del Zambesi central, la sabana arbrada de mopane del Zambezi i la sabana arbrada de miombo meridional, al sud fita amb els boscos d'Acacia-Baikiaea de Kalahari i a l'oest amb els boscos de mopane angolesos. El clima semiàrid i la pobresa dels sòls fan que la regió no sigui adequada per a l'agricultura, característica que ha afavorit la conservació de la coberta vegetal original. Les precipitacions mitjanes anuals oscil·len entre menys de 400 mm al sud-oest més sec i més de 600 mm a Zimbàbue, però poden augmentar fins als 800 mm a les parts més septentrionals de l'ecoregió, a Angola i Zàmbia, i es concentren rígidament entre novembre i abril. Les temperatures màximes mitjanes són al voltant de 27-30 °C, la mitjana mínima és de 9-12 °C.

## Flora
Aquesta ecoregió constitueix una fase de transició entre les sabanes arbrades humides i els àrids deserts sud-occidentals. L'arbre dominant d'aquesta sabana de sorra és la teca de Zambezi (Baikiaea plurijuga), que forma boscos secs de fulla caduca alternant amb prats i màquies.

## Fauna

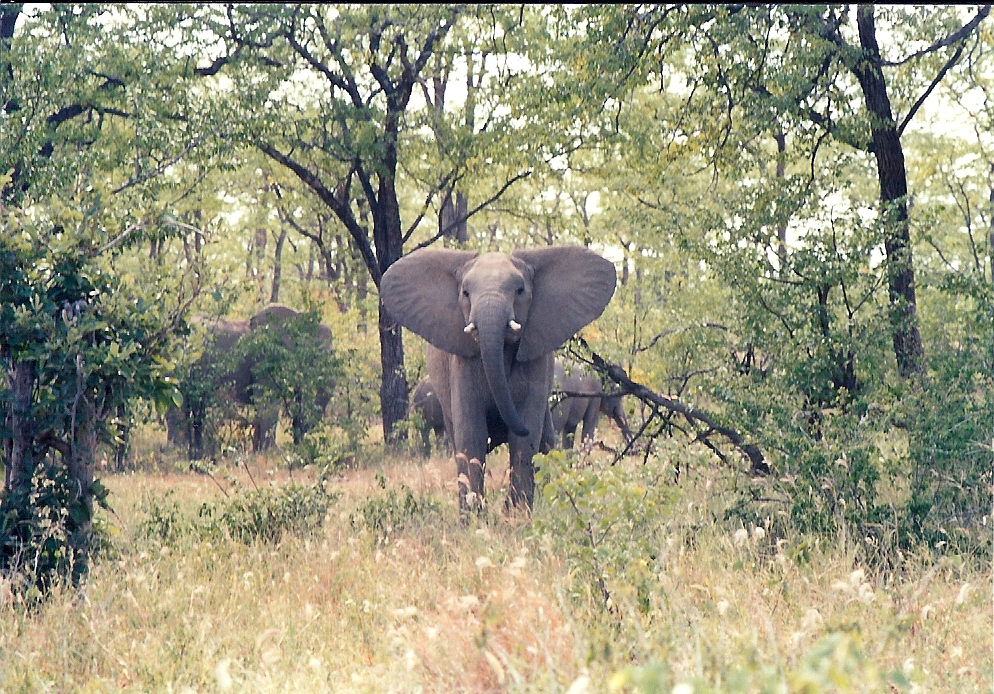
Un jove elefant deixa el ramat matern per apropar-se al fotògraf. El seu comportament no era ni amenaçant ni amenaçat, només era curiós. Parc nacional de Hwange, ZimbabweDesembre de 1999.

En l'ecoregió hi viuen més de 160 espècies de mamífers. Entre aquests figuren alguns grans predadors com el lleó (Panthera leo), el lleopard (P. pardus), el gos salvatge (Lycaon pictus), el gepard (Acinonyx jubatus) i la hiena tacada (Crocuta crocuta). Entre els ungulats són presents la zebra (Equus quagga), l'antílop equí (Hippotragus equinus), l'antílop sabre (H. niger), l'antílop jeroglífic (Tragelaphus scriptus), el cudú gros (T. strepsiceros), el sitatunga (T. spekii), la redunca comuna (Redunca arundinum), l'impala (Aepyceros melampus melampus), el duiquer comú (Sylvicapra grimmia), l'oribí (Ourebia ourebi), el raficer comú (Raphicerus campestris), l'eland (Taurotragus oryx), el búfal blau (Connochaetes taurinus), el búfal africà (Syncerus caffer), el búbal (Alcelaphus buselaphus), la girafa meridional (Giraffa giraffa), el topí comú (Damaliscus lunatus), l'antílop aquàtic (Kobus ellipsiprymnus), el pucu (K. vardonii), el Kobus leche). Altres mamífers interessants són l'elefant africà de sabana (Loxodonta africana), el rinoceront negre (Diceros bicornis), el rinoceront blanc (Ceratotherium simum), ambdós devenint ja rars en l'ecoregió, l'hipopòtam (Hippopotamus amphibius) i el ratel (Mellivora capensis).
Amb més de 400 espècies, l'ecoregió es caracteritza per una vida d'ocells molt diversa, però pobra en endemisme. Les sabanes arbrades són l'habitatge preferit del Calau de Bradfield (Lophoceros bradfieldi), gairebé endèmic de l'ecoregió i bastant comú. A la mateixa zona es troba també el calau terrestre del sud (Bucorvus leadbeateri). L'ecoregió proporciona refugi al rar i vulnerable Agaporni galtanegre (Agapornis nigrigenis), confinat a les sabanes arbrades de mopane al sud de Zàmbia i a l'extrem nord de Zimbàbue.
Hi ha un gran nombre d'espècies d'ocells rapinyaires, incloent el secretari (Sagittarius serpentarius), el voltor dorsiblanc africà (Gyps africanus), el voltor (Torgos tracheliotos), el trencalós (Trigonoceps occipitalis), el voltor egipci pileat (Necrosyrtes monachus), el grillaio (Falco naumanni), el xoriguer de Dickinson (F. dickinsoni), el lodola africà (F. cuvierii), el falcó (Terathopius ecaudatus), l'àguila (Aquila rapax), l'àguila africana (Aquila spilogaster) i àguila marcial (Polemaetus bellicosus). Al llarg dels rius, ens trobem amb el mussol Pelis (Scotopelia peli).
En les zones humides i de ribera de l'ecoregió viu un gran quantitat d'aus aquàtiques, entre les quals dues espècies amenaçades, la grua carunculada (Grus carunculata) i el martinet gorja-roig (Egretta vinaceigula).
L'ecoregió ospeda 87 espècie de rèptils, entre les quals 7 espècies d'anfisbènids dels gèneres Zygaspis, Monopeltis i Dalophia, dos de les quals són gairebé endèmiques. També un amfibi és gairebé endèmic, el gripau del riu Khwai (Poyntonophrynus kavangensis).

## Conservació
L'ecorregió es considera vulnerable: els assentaments humans al llarg dels rius, l'explotació de la fusta i les guerres amenacen el seu futur. El 8% de la seva superfície està protegida. A Angola hi ha el parc nacional Bikuar, el parc nacional Mupa i la reserva parcial de Luiana; a Namíbia, el parc nacional de Mudumu, la reserva de caça de Mahango, la reserva de caça de Caprivi, el parc de caça Popa i el parc nacional de Kaudom; al Zimbabwe el parc nacional Kazuma Pan i el parc nacional Hwange; a Zàmbia el parc nacional Simoa Ngwezi; a Botswana, el parc nacional de Chobe.